# Oligoryzomys fulvescens
La rata arrocera pigmea (Oligoryzomys fulvescens) es una especie de roedor de la familia Cricetidae, del sur de México, América central y el norte de Sudamérica.

## Distribución
Su área de distribución incluye Belice, Brasil, Colombia, Costa Rica, Ecuador, El Salvador, Guayana Francesa, Guatemala, Guyana, Honduras, México, Nicaragua, Panamá, Perú, Suriname, Venezuela. Su rango altitudinal oscila entre zonas bajas y 2000 m s. n. m.